# Нидерландски институт за история на изкуството
Нидерландския институт за история на изкуството (на нидерландски: Rijksbureau voor Kunsthistorische Documentatie, RKD) е държавна институция – библиотека и архив в Хага, Нидерландия и сред най-големите центрове за история на изкуството в света.